# شاخص اثر انسانی
شاخص اثر انسانی (به انگلیسی: Human Influence Index) یا نمایه ردپای انسانی (Human Footprint)، شاخصی است که نشان‌دهنده اثر مستقیم انسان بر اکوسیستم‌ها است و این عمل را با استفاده از اندازه‌گیری هشت فاکتور مرتبط با حضور انسان انجام می‌دهد.

## فاکتورهای اندازه‌گیری شده
هشت فاکتور به کاررفته برای محاسبه شاخص اثر انسانی عبارتند از:
- تراکم جمعیت بر کیلومتر مربع
- امتیاز راه‌آهن
- امتیاز راه‌های عمده
- امتیاز رودخانه‌های قابل کشتی‌رانی
- امتیاز خط ساحلی
- امتیاز مقدار نورهای پایدار شبانه
- چند ضلعی‌های شهری
- دسته‌بندی‌های پوشش زمین (مناطق شهری، تحت کشاورزی با آبیاری، تحت کشاورزی دیم، سایر انواع پوشش از جمله جنگل، توندرا و بیابانی)

این شاخص در محدوده ۰ تا ۶۴ است. عدد صفر بیانگر عدم تأثیر بر انسانی است و ۶۴ نشان دهنده حداکثر اثر انسانی است که می‌تواند با استفاده از تمامی ۸ فاکتور حضور انسان ممکن شود.